# Rubus inhorrens
Rubus inhorrens är en rosväxtart som först beskrevs av Wilhelm Olbers Focke, och fick sitt nu gällande namn av Holzf.. Rubus inhorrens ingår i släktet rubusar, och familjen rosväxter. Inga underarter finns listade i Catalogue of Life.